# アレクサンドル・ベルドニコフ
アレクサンドル・ヴァシリエヴィチ・ベルドニコフ（ロシア語: Александр Васильевич Бердников、Alexandr Vasiliyevich Berdnikov、1953年4月8日 - ）は、ロシアの内務（警察）官僚、政治家。2006年から2019年までロシア連邦内のアルタイ共和国政府議長（元首格）を務めた。
1986年アルタイ大学を卒業する。1973年ゴルノ＝アルタイスクのスタノチニク家具工場勤務。1974年ゴルノアルタイスクで警察官となる。1976年ゴルノアルタイスク市警察犯罪担当上級警察官。1980年アルタイ地区犯罪対策特務担当、犯罪対策部次長。1983年から1990年ゴルノアルタイスク自治区地域警察本部長。1990年ゴルノアルタイ地方に異動。1993年アルタイ共和国内相。2002年10月14日シベリア連邦管区大統領全権代表部アルタイ地域警察本部長。2005年12月22日アルタイ共和国政府議長に指名され、2006年1月20日正式に就任した。2019年3月20日に退任。
| 公職                    | 公職                                      | 公職                        |
| ----------------------- | ----------------------------------------- | --------------------------- |
| 先代 ミハイル・ラプシン | アルタイ共和国政府議長 第4代：2006 - 2019 | 次代 オレグ・ホロホルディン |